# Budunbuto (Mudug)
Budunbuto is een dorp in het district Jariiban, in het noorden van de regio Mudug, in  Somalië.
 Budunbuto ligt in het deel van Somalië dat behoort tot de zelfverklaarde autonome 'staat' Puntland.
 Het moet niet verward worden met een tweede dorp Budunbuto, ook in Puntland, maar noordelijker gelegen, in het district Eyl, regio Nugaal.
Budunbuto ligt aan een onverharde weg, 52 km ten noordoosten van de districtshoofdstad Jariiban en 65 km van de kust van de Indische Oceaan in een aride landschap met spaarzame en verspreide vegetatie. Tot op een kilometer afstand van het dorp liggen een aantal omheinde berkads. Dorpen in de omgeving zijn Lebi-Lamaane (13 km) en Godob Jiraan (39 km). Het dorp heeft geen lagere school.
Klimaat: Budunbuto heeft een tropisch savanneklimaat met een gemiddelde jaartemperatuur van 25,5°C. De warmste maand is mei, met een gemiddelde temperatuur van 27.3°C; januari is het koelste, gemiddeld 22,6°C. De jaarlijkse regenval bedraagt 166 mm (ter vergelijking, in Nederland ca. 800 mm). Er zijn twee uitgesproken regenseizoenen, in april-mei en oktober-november. Mei is de natste maand met ca. 60 mm neerslag. Van december t/m maart valt er weinig neerslag, en in de vier maanden juni t/m september is het vrijwel geheel droog.